# えっ!?ボクがプロデューサーですか? (仮)
『えっ!?ボクがプロデューサーですか? (仮)』 は、岡山放送で放送されている地域情報番組。隣県、広島県尾道市出身のアーティスト手島章斗が番組ナビゲーターを務める。番組略称は『ボクP』。
イオンモール岡山1F「haremachiスタジオ」にて不定期で公開収録も行っている。

## 概要
岡山放送の放送地域である岡山・香川の音楽やスポーツ、グルメなどさまざまな話題を、プロデューサーに扮した手島章斗が紹介する。